# Communautés séfarades et orientales
Le parti Communautés séfarades et orientales (hébreu : ספרדים ועדות מזרח, Sfaradim VeEdot Mizrah) était un parti politique israélien, et l'un des ancêtres de l'actuel Likoud.

## Histoire
Le parti Communautés sephardim et orientales représentait les Juifs séfarades et les Juifs mizrahim étant déjà présents en Palestine mandataire lors de la déclaration d'indépendance de l'État d'Israël, et participa au Minhelet HaAm et gouvernement provisoire en 1948-1949.
Sous le nom de Liste d'unité nationale des communautés séfarades et orientales, le parti obtint 3,5 % des suffrages et 4 sièges lors des élections législatives de 1949 pour la première session de la Knesset. Représenté par Moshe Ben-Ami, Eliyahu Eliashar, Avraham Elmalih et Bechor-Shalom Sheetrit, il rejoignit le premier gouvernement israélien comme partenaire de coalition du Mapaï de David Ben Gourion, Bechor-Shalom Sheetrit étant nommé ministre de la Police.
Pour les élections législatives de 1951, le parti modifia son nom en Liste des communautés séfarades et orientales, anciens et immigrants. Cependant, il perdit environ la moitié des suffrages obtenus en 1949 (1,8 %) et la moitié de leurs sièges, descendant à deux représentants. Seul Eliyahu Eliashar conserva son siège, le second étant occupé par Binyamin Sasson. Le parti ne participa pas au gouvernement à l'issue de cette élection.
Le 10 septembre 1951, le parti fut fusionné au sein des Sionistes généraux, alors deuxième parti en taille de la Knesset et brièvement de la coalition de gouvernement dont furent issus les quatrième et cinquième gouvernements (bien qu'il ait été expulsé du sixième après s'être abstenu sur une motion de défiance).
Des membres du parti ne furent cependant pas satisfaits de la fusion et quittèrent les Sionistes généraux afin de recréer le parti. Ils participèrent aux élections de 1955 et de 1959, mais échouèrent à remporter un siège.
Les Sionistes généraux fusionnèrent avec le Parti progressiste afin de former le Parti libéral, qui fut brièvement le troisième parti en taille d'Israël, avant sa fusion au sein du Hérout pour former le Gahal qui devint par la suite le Likoud.